# Hrabstwo Sonoma
Hrabstwo Sonoma (ang. Sonoma County) – hrabstwo w stanie Kalifornia w Stanach Zjednoczonych. Obszar całkowity hrabstwa obejmuje powierzchnię 1768,23 mil² (4579,69 km²). Według szacunków United States Census Bureau w roku 2009 miało 472 102 mieszkańców.
Hrabstwo powstało w 1850 roku.
Na jego terenie znajdują się:
- miejscowości – Cloverdale, Cotati, Healdsburg, Petaluma, Rohnert Park, Santa Rosa (siedziba administracyjna), Sebastopol, Sonoma, Windsor
- CDP – Bloomfield, Bodega, Bodega Bay, Boyes Hot Springs, Carmet, Cazadero, El Verano, Eldridge, Forestville, Fetters Hot Springs-Agua Caliente, Fulton, Geyserville, Glen Ellen, Graton, Guerneville, Jenner, Kenwood, Larkfield-Wikiup, Monte Rio, Occidental, Penngrove, Roseland, Salmon Creek, Sea Ranch, Sereno del Mar, Temelec, Timber Cove, Valley Ford.